# Újpest (történelmi település)
Újpest (németül: Neupest) egyike az 1950-ben Budapesthez csatolt megyei városoknak. A 19. század közepén jött létre egy Rákospalota határába tartozó és Pesttel határos területen. 1840-ben Rákospalotától elválva alakult önálló községgé, majd 1907-ben rendezett tanácsú várossá. Területe 1950-ig többször bővült Rákospalota rovására. 1950-ben, Nagy-Budapest létrejöttekor ismét kiigazították az Újpestből alakult IV. kerület és a Rákospalotát magába foglaló XV. kerület határát, Istvántelek területét az előbbihez átcsatolva.

## Története

### A modern település születése előtt

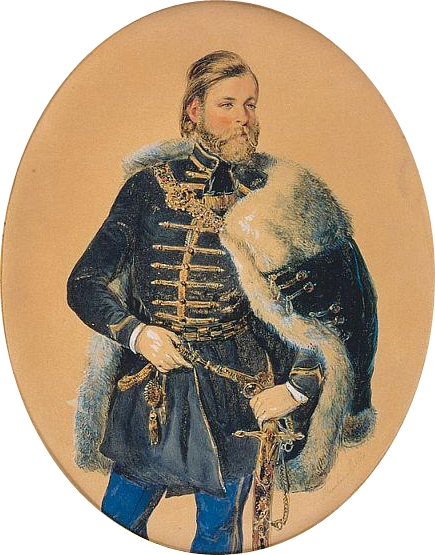
Barabás Miklós: Károlyi Sándor gróf fiatalkori képe

Bár a település szorosan vett története csupán a 19. században kezdődik, a régészeti leletek bizonyítása szerint ezen a területen már több mint kétezer éve élnek emberek. Az időszámításunk előtti első évezredben például szkíták és kelták településterülete volt. Az időszámítás kezdete körül a rómaiak hadiutat építettek ki a mai Váci út vonalán, mely fontos kereskedelmi útvonalként is szolgált, a Megyeri csárda helyén pedig katonai őrtornyot állítottak a limes (határ) védelmére. A római hódítók után különféle sztyeppei nomád népek érkeztek ide, többek közt szarmata-jazig törzsek. Az 5. század folyamán a hunok jelentek meg, 568-ban pedig az avarok foglalták el a Kárpát-medence nagy részével együtt a megyeri révátkelőhelyet. A honfoglaló magyarok jelentős települést hoztak létre: földmunkálatok során házmaradványok, kőfalak, tűzhelyek kerültek elő. A 9. századtól a rév két oldalán egységes magyar népesség élt, mely állattenyésztéssel és földműveléssel foglalkozott. Az 1241-1242. évi tatárjárás következtében az Árpád-kori falvak elpusztultak, majd IV. Béla idején megkezdődött újratelepítésük. A 15. századra több főúri nagybirtokos család osztozott a falun és a hozzá tartozó földeken. A török hódoltság alatt, a 17. század második felére a falu teljesen elnéptelenedett. A török fenyegetés elmúltával a területet elhúzódó határviták jellemezték.

### Újpest születése
Újpest életét földesúri elhatározás indította el. Gróf Károlyi István, a Pesttől északra elterülő hatalmas fóti uradalom birtokosa 1831. január 1-től lehetővé tette, hogy a rákospalotai pusztájához tartozó István-hegyen a „fertályokra” osztott földből bárki telket bérelhessen szőlőültetés céljából. Itt alakították meg vincellérek a mai Újpest magjának tekinthető Újmegyer hegyközséget. Az első házat Mildenberger Márton építette 1832-ben. A kezdetben Újmegyer gyarmatnak nevezett települést Lőwy Izsák - a majdani község első bírója - nevezte el Új-Pestnek, aki 1835-ben két testvérével együtt bőrgyárat alapított itt.

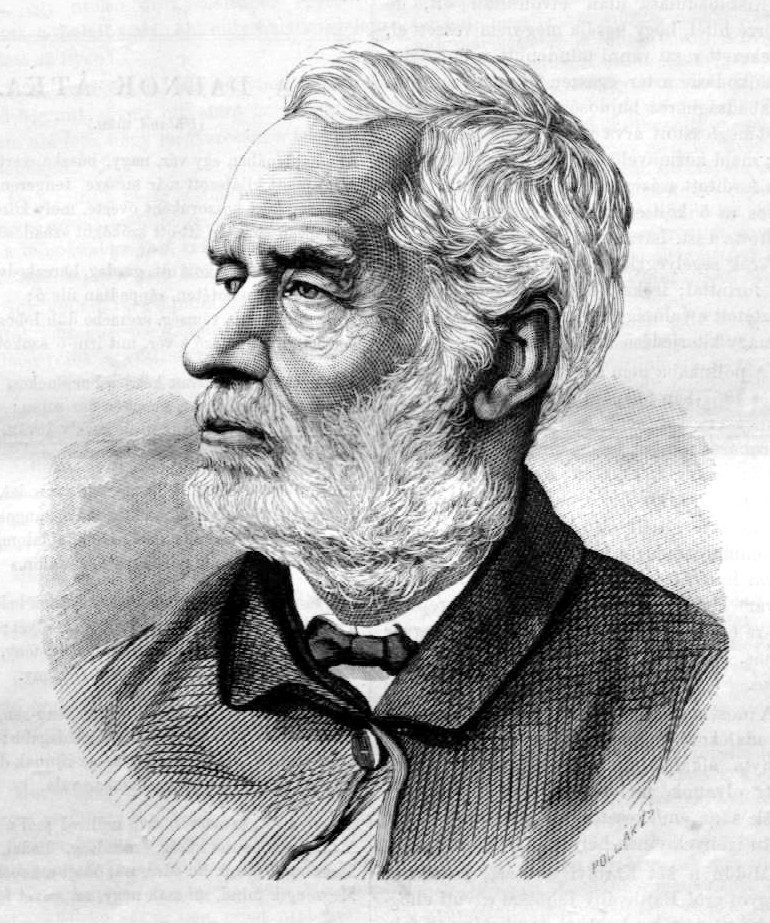
Gróf Károlyi István

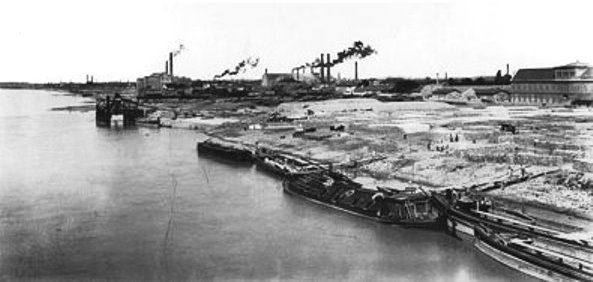
Az újpesti Duna-part 1890-ben. Még nem készült el a rakpart.

### Önálló településként
Újpest 1840-től önálló község lett. Az 1840-es évektől a pestiek kirándulóhelye, gróf Széchenyi István kezdeményezésére hajóállomás is épült itt. 1842-ben épült fel egyik első nemesi kúriája az ún. Szekrényessy-kúria, mely nevezetes volt a reformkorban falai között megrendezett báljairól, társas összejöveteleiről, hol rendszeres vendégnek számított Széchenyi István mellett Vörösmarty Mihály, Irinyi József, Mátray Gábor stb. Szekrényessy József (1811-1877) Széchenyi István belső munkatársaként sokat tett Újpest fejlődéséért. Az 1850-es években Pest és Újpest között közlekedő társaskocsi járatokat indított, az első kórház felállítása ügyében népgyűlést hívott össze, és felkarolta a Széchenyi által dédelgetett újpesti kikötő ügyét, melyről önálló kötetet is jelentetett meg.
Gróf Károlyi Sándor volt Újpest egyik legjelentősebb mecénása. Károlyi a község minden lakosának felekezetre való tekintet nélkül teljes jogegyenlőséget, vallásszabadságot és kereskedelmi státuszt biztosított.
Újpest alapítása után lakóinak száma ugrásszerűen nőni kezdett. Nem egészen tíz év alatt a lakosság megháromszorozódott, és 1848-ra 638 fő lett. A település fejlődésére jótékonyan hatott Pest közelsége, valamint az is, hogy a földesúr lehetőséget biztosított zsidók beköltözésére is, akiknek nem engedélyezték a Pesten történő letelepedést. Mivel a Károlyiak a mezőgazdasági termelést a szomszédos káposztásmegyeri birtokukra összpontosították, ezért Újpest egyre inkább ipari településsé válhatott. A pesti belvárosi területekről egyre jobban kiszoruló üzemek is találtak itt helyet maguknak, ami tovább növelte a munkáslakosság számát.
A kiegyezés utáni 1869-es népszámláláskor már majdnem 7000 lakost vettek itt számba.
A 19. század utolsó évtizedeiben Újpest rohamosan fejlődő nagyközség. 1866-ban megindult a lóvasút a pesti Széna tér (ma Kálvin) tér és Újpest között. Ez még inkább hozzájárult ahhoz, hogy a település a Pesten dolgozók lakótelepévé vált. 1881-től vasútállomása volt, amely Pest és Vác között biztosította a gyors közlekedést. A hajóállomás szintén nagy forgalmat bonyolított le.
1890-re a lakosság száma 23 000 fölé nőtt, s 1910-ben már meghaladta az 55 000-et is. Eközben a község területe is állandóan növekedett, újabb és újabb területeket csatolták át Rákospalotától. Az 1910-es népszámlálás szerint az újpesti lakosság döntő többsége magyar nemzetiségűnek vallotta magát, a németek aránya 5,7% volt. Vallása szerint 65,9% volt római katolikus, 18,4% izraelita, 9,7% református és 4,5% evangélikus.
Az 1890-es évektől Újpest egyre jelentősebb ipari településsé vált. A 20. század elejétől a város erősen iparosodott, különösen a Váci út mentén (Egyesült Izzólámpa- és Villamossági Rt., Wolfner bőrgyár, cérnagyár stb.) A város 38 ipari vállalata, nagyüzemei mellett (Chinoin, Egyesült Villamossági Rt., Bányagépgyártó Vállalat stb.) jelentős szerepet játszott a főváros vízellátásában is a belga tulajdonú Ister Vízmű a Duna-parton. 1910-ben Újpest Magyarország városai közül ipari termelés tekintetében a negyedik helyen állt.
A századforduló körüli években jelentős támogatottságú helyi párt alakult a fővároshoz való csatlakozás érdekében, ez volt Nagy-Budapest gondolatának egyik legelső megnyilvánulása. Ekkor azonban Budapest vezetése még nem volt nyitott a kezdeményezésre, néhány évtizeddel később pedig fordult a kocka és Újpest vezetői zárkóztak el az akkor már a fővárostól kiinduló felvetés elől. 1907. augusztus 13-án Újpest rendezett tanácsú várossá alakult kiválva a Váci járásból, ezzel a korábbinál sokkal szélesebb önkormányzati jogokat nyert. 1929-ben a rendezett tanácsú városok, így Újpest elnevezése megyei városra változott.
A korszak legfontosabb hagyatékai közé tartozik a Nyár utcai kórház, és a közelében álló Istvántelki úti idősek otthona.

## Gazdaság
Az első telepesek szőlőműveléssel és borászattal foglalkoztak. Mivel a Károlyiak a mezőgazdasági termelést a szomszédos káposztásmegyeri birtokukra összpontosították, ezért Újpest egyre inkább ipari településsé válhatott: az ide települőknek céhrendszer és kiváltságlevelek nélküli szabad kereskedelmet és ipart biztosítottak (a szőlősgazdák például már 1837 óta jogosultak az italmérésre). Ezzel sok iparost sikerül a településre csalni. Az ipar és a kereskedelem majdnem egyidős magával a településsel. Az első iparosok és kereskedők 1840 körül költöztek ide, élve az olcsó telek, a székesfőváros közelsége, valamint a megfelelő közlekedési körülményeknek adta lehetőséggel. A gyáripar az 1900-as évek elejétől kezd gyors ütemben kiépülni. Az 1881-ben kibocsátott első, majd az 1890-ben hozott második iparfejlesztési törvény kedvezően hatott Újpest gazdaságára. Újpest 1910-re Budapest, Pozsony és Temesvár után a Magyar Szent Korona országainak negyedik legnagyobb ipari központjává lett. Az Újpesti Erőmű a kor színvonalának megfelelő első termelő technológia az 1910-es években kezdte meg a villamosenergia-termelést.

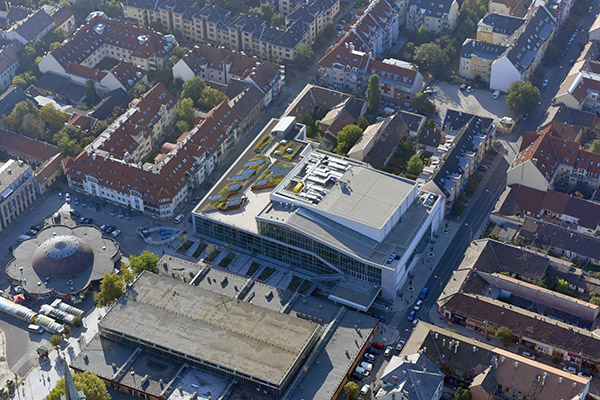
Újpesti piac és csarnok, légi fotó

### Faipar
A 19. században Újpesten a két legjelentősebb ágazat a fafeldolgozás és a bőripar volt. A fafeldolgozást megalapozó Neuschloss család eleinte csupán kereskedelemmel foglalkozott, majd rátért az ipari megmunkálásra, s egy időben vasútépítési munkával kapcsolatos megbízásokat is kaptak. 1860-ban a család megalapította az Első Magyar Parkettagyárat. A reformkort követő időben Budapesten hatalmas építkezések folytak, s az így növekvő faanyag-iránti igény ösztönözte az ilyen jellegű vállalkozások elterjedését. 1908-ban három nagy és számos kisebb fafeldolgozó üzem működött a településen. Az 1920-as évek végén mintegy 16 nagyobb asztalos- és bútoripari üzem és 390 asztalos-kisiparos tevékenykedett a városban. Újpest ez időben Budapest és környékének legjelentősebb bútorgyártási központja volt.

### Bőripar
A bőripar meghonosodásánál a legfontosabb tényező a Duna volt. Kezdetben csak a környéki városokból, majd az igények rohamos növekedésével külföldről is kénytelenek voltak importálni nyersbőrt. A vágóhíd felépítésével az ellátási gondok enyhültek. Az első bőrüzemet a Lőwy család alapította, de az iparág felvirágoztatása a Wolfner család nevéhez kapcsolódik. Az üzem bőrcserzéssel, -kikészítéssel és gyapjúmosással foglalkozott.

## Látnivalók
- Városháza

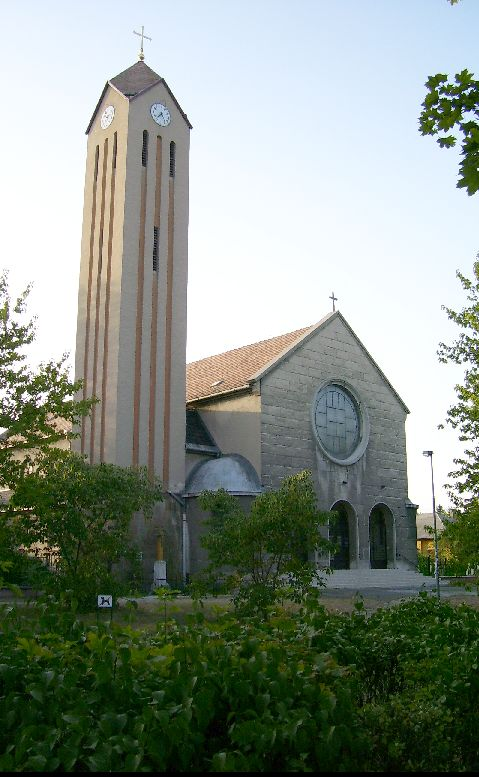
A Szent István király plébániatemplom

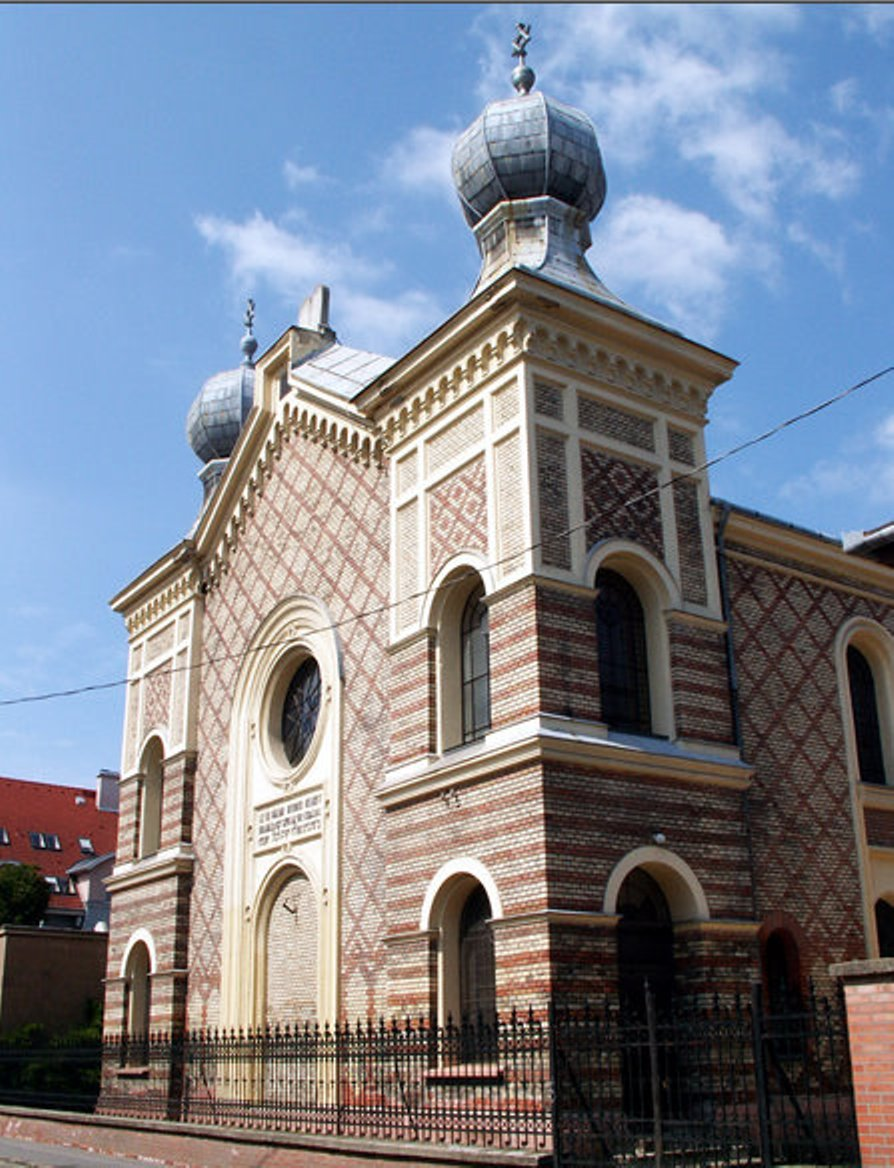
Az újpesti zsinagóga

- „Egek királynéja” római katolikus főplébánia-templom
A Városháza mögött található; a település első katolikus temploma volt.
- „Szent István király” római katolikus plébánia-templom

A kertvárosban, a Rákóczi tér 4-8. szám alatt található. 1942 és 1946 között épült neoromán stílusban. Tornya 40 méter magas.
- Újpesti zsinagóga

1885-86-ban építették fel a Berzeviczy utcában ma is működő neológ zsinagógát. A belső tér kialakítása a Dohány utcai zsinagóga elrendezését követi. Az épület háromhajós, oldalkarzatos elrendezésű csarnok. A mellékhajók végeiben találhatók a lépcsőházak. Bizáncias fejezetű öntöttvas oszlopok földszinti sora tartja a karzatot, amelyen ritkábban elhelyezett ugyanilyen oszlopok támasztják alá – keresztbe fordított öntöttvas „vállkövek” közbeiktatásával A frigyszekrény feletti karzat volt az orgona eredeti helye, de az 1910-ben felállított hangszer 1944-ben elpusztult. A jelenleg használt – a kecskeméti zsinagógából származó – orgona a szemben levő karzaton áll. A zsinagóga Újpest egyik első reprezentatív középülete volt. Építészeti megformálásának magas színvonala már az 1880-as években jelezte, hogy az ipari peremtelepülés önálló kulturális arculatú várossá szándékozott válni, mint ahogy ez a 20. század elejére meg is valósult.
- Újpest-belsővárosi református templom

1878-ban épült fel a Városháza mellett álló templom.
- Újpesti evangélikus templom

Egyhajós, középtornyos épület, „modern reneszánsz” stílusban. Karcsú, magas tornya 17 méter magas. 1874-ben először lakóház magasságban épült téglából, vas toronnyal. Bár a templom és a paplak felépült, de hitelből, s mert a terheket nem bírták, a templomot 1877-78-ban elárverezték. Vastornyát a váci evangélikus gyülekezet vásárolta meg és az ma is ott látható. Az épületet végül Reich Sándor segítségével sikerült visszaszerezni. 1902-ben megnagyobbították, mai alakját 1911-ben nyerte el. Függesztett rabic mennyezetű. A lépcsőfokkal megemelt barokk faoltár (1883) színes márványutánzatú. Jézus mennybemenetelét ábrázoló oltárképét Margitay Tihamér festette és ajándékozta a templomnak. Az orgona 1928-ból való, a linzi Mauracher testvérek műve. 1994-ben teljesen felújították. Mögötte van a feljárat a toronyba. A karzat vasbetonból készült, mellvéddel és beton burkolással. 1958-ban belülről kifestették a templomot, belső terét a liturgiai követelményeknek megfelelően átalakították. Kiképezték az oltárteret, s a parókia kertjéből kivágott cseresznyefából új faburkolattal bevont szószéket, új oltárasztalt készítettek, eléje kovácsoltvas korlátot emeltek. A templomban ökumenikus egyházzenei rendezvényeket tartanak. A gyülekezet megalakulásának százéves évfordulójára 1973-ban belül teljesen felújított templom részére Kardos József dr. Blázy Árpád lelkész tervei alapján az oltárra kovácsoltvas feszületet, gyertyatartókat, a terembe lámpatesteket készített.
- Újpesti baptista imaház

1901-től önállósult az újpesti baptista gyülekezet, ugyanis addig a Budapest-Wesselényi utcai gyülekezet fiókgyülekezete volt. Gerwich György (1871–1952), a hamburgi baptista teológián végzett fiatal prédikátor vezetésével lendületes gyülekezeti munka vette kezdetét. Addig Wiegand Ágoston (1864–1924), későbbi bécsi prédikátor állt a közösség élén. Vezetésével 1890-ben, a Lőrinc utcában, majd 1903-tól a Diófa utcában (ma Kassai utca) alakítottak ki imatermet az egyre bővülő létszámú közösségnek. 1914-ben épült fel a mai imaház elődje Metzler Antal építész tervei szerint. Az építkezést a Duna-menti németek és József Ágost főherceg is támogatta anyagilag. Az imaházban a hitélet mellett színvonalas kulturális élet is virágzott. A húszas évekig német nyelven folyt az istentisztelet tolmácsolással, majd fokozatosan hódított tért a magyar nyelv. Az újpesti baptista imaház újjáépítése egybeesett az Újpest központjában emelkedő tízemeletesek építésével. Kiemelkedő zenei élet folyik a gyülekezetben. Orgonáját 1939 óta többször átépítették. Ma 32 regiszteres orgonáján rendszeresen tartanak orgonahangversenyeket. Mintegy 30 éve itt tartják meg az országos egyházzenei tanfolyamokat, mintegy 100–150 fiatal részvételével. Nemzetközileg és felekezetközileg is ismert hely az újpesti baptisták imaháza. Gazdag történelme során olyan közismert személyek is álltak már szószékén, mint Ralph Abernathy lelkész, Martin Luther King közvetlen munkatársa, James Irwin holdutazó, az Apollo–15 űrhajósa, vagy Cliff Richard, a világhírű rock and roll énekes.
- Víztorony

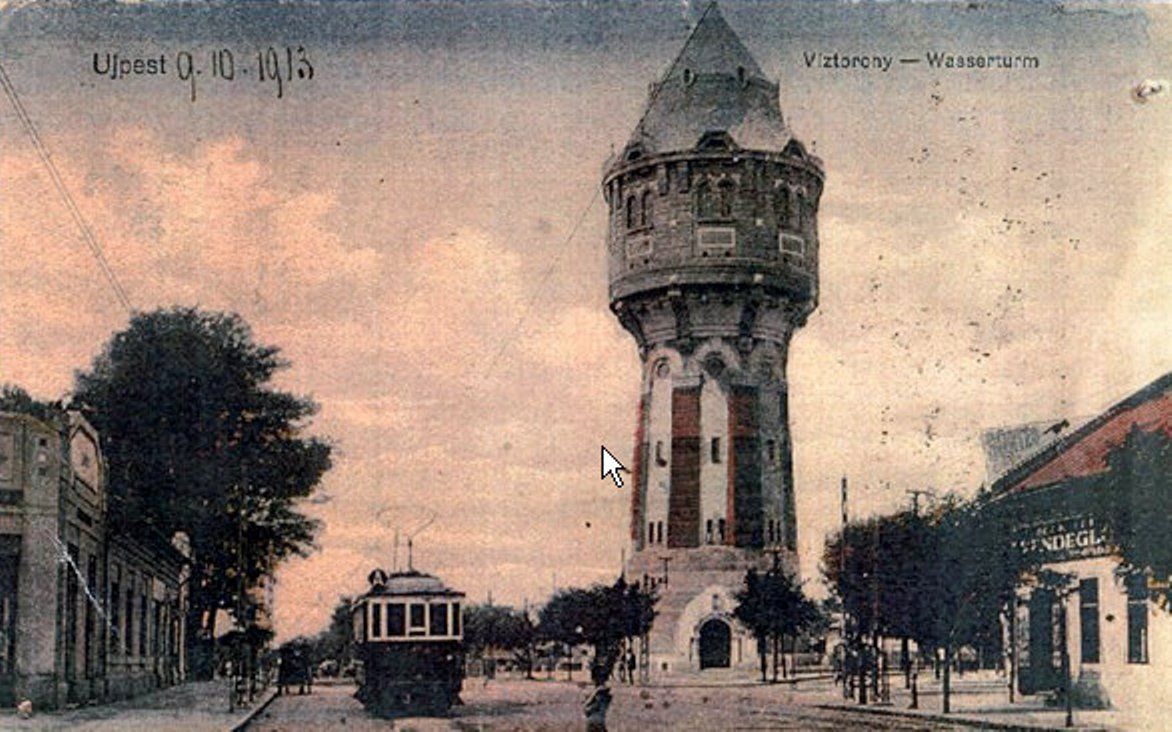
Az újpesti víztorony 1913-ban. A korai magyar vas- és vasbeton-építészet kimagasló alkotása.

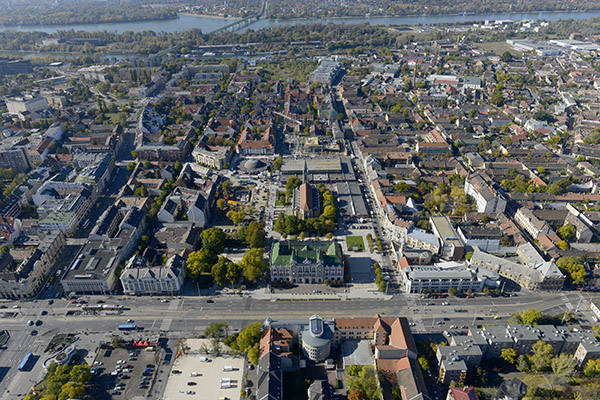
Újpest - légi fotó

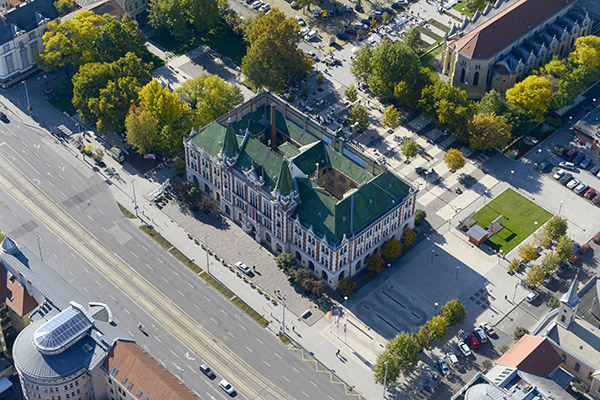
Újpest, városháza - légi felvétel

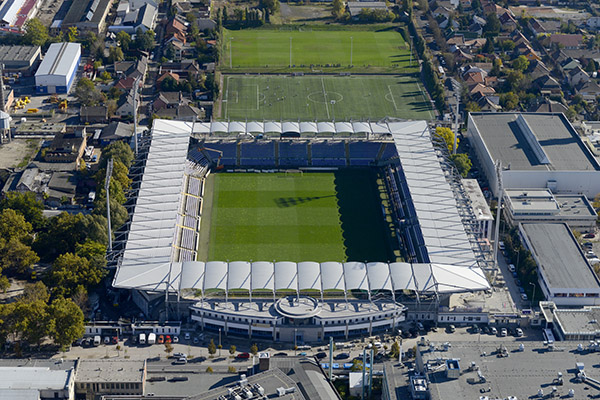
Újpest, futball stadion - légi felvétel

A Víztorony Újpest egyik szimbóluma. A Mihailich Győző és Dümmerling Ödön által tervezett épület 1911-12-ben épült. Az újpesti víztorony egy 1500 m³-es ún. Intze-rendszerű vasmedencét foglal magában, mely 15 méter átmérőjű. A víztorony alapozása 19 m átmérőjű 2,40 m vastag beton lemez. A torony alsó – fő teherhordó – része téglafal, 9,50 m belső átmérővel, 1,80 m kezdő falvastagsággal. A felépítmény 27 m magasságig mintegy 2 méternyit szűkül, a konzolok alsó alján a külső átmérő kb. 11,6 m. A víztorony építészeti kialakításánál ügyeltek arra, hogy az a város díszére legyen.
1944-ben a nyilasok fel akarták robbantani, de az újpesti partizánok sikeres rajtaütésének köszönhetően megmenekült. E hősi cselekedet emlékét tábla őrzi a torony oldalán.
2003 februárjáig a környékbeli gyárak ipari vízellátását biztosította. A Fővárosi Vízművek szakembereinek tájékoztatása szerint a műtárgyat azóta használaton kívül helyezték.